# تيار (تشلاو)
تیار (بالفارسية: تیار) هي قرية تقع في إيران في مازندران. يقدر عدد سكانها بـ 97 نسمة بحسب إحصاء 2016.